# Feldwies
Feldwies ist ein Dorf im Chiemgau und ein Gemeindeteil von Übersee im oberbayerischen Landkreis Traunstein.

## Geografie
Feldwies liegt im Chiemgau am Südufer des Chiemsees. Westlich begrenzt der Überseer Bach den Ort, östlich das Naturschutzgebiet Mündung der Tiroler Achen. Im Norden des Dorfs am Ufer des Chiemsees entlang verläuft die Bundesautobahn 8 und dort bindet die Anschlussstelle Übersee die durch das Dorf verlaufende Kreisstraße TS 45 an die Autobahn an. Der Gemeindehauptort Übersee grenzt direkt im Süden an das Dorf.

## Geschichte
Der historische Siedlungskern liegt im Bereich der heutigen Greimelstraße und des Seerosenwegs. Das Wirtshaus wurde erstmals 1554 urkundlich erwähnt.
Das bayerische Urkataster zeigt Feldwies in den 1810er Jahren als eine Streusiedlung mit etwa 50 Herdstellen. Die Wirtschaftsflächen sind stark kleinräumig zersiedelt. Die Kapelle datiert von 1868.
Im Dorf lebten und arbeiteten einige bedeutende Kunstmaler, insbesondere Julius Exter, der sich dort 1904 einen Kleinbauernhof zum Atelier umbauen ließ. Dieser leitete eine Malschule in seinem Anwesen in der Feldwies. Das heute als „Exter Kunsthaus“ bekannte Anwesen wird seit 1980 als Kunstmarkt und für Ausstellungen zur Chiemseemaler-Kultur genutzt.

## Baudenkmäler
Siehe: Liste der Baudenkmäler in Feldwies